# Nevihta (Giorgione)
Nevihta (italijansko La Tempesta) je slika italijanskega renesančnega mojstra Giorgioneja, datirana med letoma 1506 in 1508. Slika, ki jo je prvotno naročil beneški plemič Gabriele Vendramin, je danes v beneški galeriji dell'Accademia v Italiji. Kljub precejšnji razpravi umetnostnih zgodovinarjev pomen prizora ostaja nedorečen.

## Opis in interpretacija
Na desni sedi ženska, ki doji otroka. Žensko opisujejo kot »Ciganko« vsaj od leta 1530 , v Italiji pa je slika znana tudi kot La Zingara e il Soldato ('Ciganka in vojak') ali kot La Zingarella e il Soldato ('Ciganka in vojak'). Njena poza je nenavadna - običajno bi dojenčka držala mati v naročju; v tem primeru pa je dojenček postavljen ob strani tako, da razkrije njeno sramno območje. Moški, morda vojak, ki ima dolgo palico ali sulico, stoji v kontrapostu na levi strani. Nasmehne se in pogleda v levo, a ni videti, da bi gledal žensko. Umetnostni zgodovinarji so moškega alternativno opredelili za vojaka, pastirja, cigana ali neporočenega moškega. Rentgenski posnetki slike so pokazali, da je Giorgione na mestu moškega prvotno naslikal drugo golo žensko. Opazimo lahko tudi štorkljo na strehi na desni. Štorklje včasih predstavljajo ljubezen staršev do svojih otrok.
Zdi se, da značilnosti slike predvidevajo nevihto. Barve so umirjene, osvetlitev pa mehka; prevladujeta zelena in modra. Pokrajina ni zgolj kulisa, ampak predstavlja pomemben prispevek k zgodnjemu krajinskemu slikarstvu . Slika ima 'tiho' vzdušje, ki še vedno očara sodobne gledalce.
Za Nevihto ni sodobne besedilne razlage in navsezadnje ni dokončne interpretacije. Nekaterim predstavlja Beg v Egipt, drugim prizor iz klasične mitologije (morda Paris in Oenona ali Iasion in Demetra) ali iz starogrškega pastoralnega romana. Po mnenju italijanskega raziskovalca Salvatora Settisa  bi puščavsko mesto predstavljalo raj, dva lika sta Adam in Eva s sinom Kajnom: strela bi, kot v starih grških in hebrejskih časih, predstavljala Boga, ki ju je pravkar pregnal iz Raja. Drugi so predlagali moralno alegorično branje ali sklenili, da Giorgione ni imel v mislih nobene posebne teme.
Septembra 1943 jo je profesor Pasquale Rotondi, osrednji inšpektor za splošno smer umetnosti, spravil pod posteljo, da bi jo skril pred nemškimi četami.

## Omembe in odziv
To je bila najljubša slika lorda Byrona, ker so dvoumnost vsebine in simbolike gledalcem omogočala, da si ustvarijo svojo zgodbo.
Jan Morris je zapisal, da je slika spremenila pogled na slikanje. Bila je fascinirana s tematiko in »njenim občutkom trajno zamrznjene uganke«, kot da bi jo preganjala stalna prisotnost umetnika v njej.
Pisatelj Alfred Andersch v svojem romanu Die Rote Giorgiones ponekod citira sliko pod naslovom Nevihta: glavni junak Fabio Crepaz, ki kot violinist dela v gledališču La Fenice, ima v svoji sobi fotografijo slike. In v določenih časovnih intervalih pogleda tudi original. V prisotnosti otroka Serafine se Fabio spominja svojega judovskega očeta Tullia Toledana. Glavni junak motiv slike poveže s svojim izkoreninjenim položajem in družinskimi odnosi v beneškem getu, kjer je nekoč živel, ki je bil razdejan po holokavstu. Slika je kot prispodoba o osamljenosti, glavna tema Anderschovega romana.
Češki pesnik Ladislav Novák je napisal pesem z naslovom Giorgionejeva Nevihta, kjer Meister Eckhart pojasnjuje njeno simboliko v kabinetu premožnega moža. Po njegovem mnenju je moški pastir, ki predstavlja Giorgioneja, dama pa ženska, ki jo ima slikar rad, ne da bi upal, da mu bo ljubezen vrnjena.
V romanu Marka Helprina iz leta 1991 Vojak velike vojne glavni junak trdi, da je slika njegova najljubša in ima osrednjo vlogo v zapletu. Ogledajo si jo glavni junaki, ki obiščejo sliko v Benetkah, nanjo se v romanu večkrat sklicuje.
V filmu The Wake Neila Gaimana je slika obešena v jedilnici Sanjskega kralja.
V filmu "Tempesta" ("Beneški zakonik") ima slika osrednjo vlogo: ukradena je iz Gallerie dell'Accademia.